# Budget für Arbeit
Das Budget für Arbeit ist eine Leistung der Eingliederungshilfe, die Menschen mit einer Behinderung die Teilnahme am Ersten Arbeitsmarkt erleichtern soll. Sie richtet sich an Menschen, die einen Anspruch auf Beschäftigung im Arbeitsbereich einer Werkstatt für behinderte Menschen (WfbM) haben. Das Budget für Arbeit wurde mit dem Bundesteilhabegesetz zum Jahresbeginn 2018 bundesweit eingeführt (§ 61 SGB IX) als eine Leistung zur Teilhabe am Arbeitsleben (Teil 1, Kapitel 10 des SGB IX). Es gibt zwei Bestandteile: einen Lohnkostenzuschuss für den Arbeitgeber einerseits und Aufwendungen zur Begleitung und Anleitung für den Beschäftigten andererseits.

## Sozialrechtliche Einordnung
Das Budget für Arbeit ist eine Leistung der Eingliederungshilfe, die gemäß § 185 Abs. 3 Nr. 6 SGB IX teilweise mit Mitteln aus der Ausgleichsabgabe finanziert werden kann. Es stellt gemäß § 58 SGB IX dann eine Alternative zur Beschäftigung in einer WfbM dar, wenn
- eine Beschäftigung auf dem allgemeinen Arbeitsmarkt bzw. in Inklusionsbetrieben,
- eine individuelle betriebliche Qualifizierung im Rahmen der Unterstützten Beschäftigung, eine berufliche Anpassung und Weiterbildung oder eine erneute berufliche Ausbildung

wegen Art oder Schwere der Behinderung (noch) nicht (wieder) in Betracht kommen.
Das Budget für Arbeit ist damit eine nachrangige Leistung, mit der Erwerbsbeteiligung ermöglicht werden soll. Als Leistungsempfänger kommen regelmäßig nicht in Betracht: Menschen mit einer Lernbehinderung, arbeitslose schwerbehinderte Menschen und erwerbsfähige Menschen mit Behinderungen.

## Zielsetzung
Das Budget für Arbeit richtet sich vorrangig an Beschäftigte einer WfbM, die voll erwerbsgemindert sind, oder Personen, die Anspruch auf einen Werkstattplatz im Sinne des § 219 SGB IX haben. Das Budget für Arbeit kann auch von Besuchern einer Tagesförderstätte (TAF, §§ 53 f. SGB XII) beantragt werden. Zur Zielgruppe derer, die über das Budget auf Arbeit informiert werden sollten, gehören laut Michael Wedershoven, dem Leiter des Inklusionsamtes Arbeit beim Landschaftsverband Westfalen-Lippe, auch Schüler aus Förderschulen, die kurz vor dem Abschluss stehen, und Menschen, die sich aktuell noch in psychiatrischen Einrichtungen befinden und wieder in den Arbeitsmarkt einsteigen möchten. Der Rat, Dienstleistungen mit Hilfe des Budgets für Arbeit zu finanzieren, konnte bis 2019 noch nicht direkt nach dem Schulabgang umgesetzt werden. Erst durch das Inkrafttreten des Budgets für Ausbildung im Jahr 2020 gibt es die Möglichkeit für behinderte junge Menschen, eine durch ein Budget geförderte Ausbildung auf dem allgemeinen Arbeitsmarkt zu erhalten.
Dem Modell „Budget für Arbeit“ liegt der „inklusive“ Gedanke zugrunde, dass der Mensch mit Behinderung entscheidet, wo er seine Hilfe bekommt.
Es handelt sich dabei um eine Geldleistung, die die „Minderleistung“ des behinderten Menschen um bis zu maximal 75 % ausgleichen soll. Dabei soll ein Arbeitsverhältnis außerhalb der Werkstatt begründet werden, und zwar sowohl in sogenannten Inklusionsbetrieben nach § 215 SGB IX n.F. als auch bei einem sonstigen Arbeitgeber. Der Arbeitgeber zahlt die restlichen 25 % des Tariflohns. Ziel ist es, den Übergang vom Zweiten auf den Ersten Arbeitsmarkt zu erleichtern. Es handelt sich um ein Antragsverfahren, das auf Freiwilligkeit beruht. Sollte das Arbeitsverhältnis enden und kein neuer Arbeitgeber auf dem allgemeinen Arbeitsmarkt gefunden werden, besteht ein Rückkehrrecht zurück in die WfbM oder zu einem anderen Leistungsanbieter. Die WfbM betreut das Arbeitsverhältnis maximal ein Jahr, allerdings nicht im Falle der Arbeitsaufnahme in einem Inklusionsbetrieb nach § 215 SGB IX.
Grundsätzlich soll die Gesamtleistung nicht die Kosten übersteigen, die dem Sozialhilfeträger in einer WfbM entstehen (in etwa 1.250,00 €). Eine Übernahme in ein Teilzeitarbeitsverhältnis ist aber genauso möglich wie ein höherer Arbeitgeberanteil auf freiwilliger Basis.

## Inanspruchnahme des Angebots
Das Budget für Arbeit erhalten werkstattberechtigte Menschen mit Behinderung, die gemäß § 60 SGB IX Leistungen eines „anderen Leistungsanbieters“ als einer Werkstatt für behinderte Menschen in Anspruch nehmen wollen. Der Rückgang der Gesamtzahl der Beschäftigten im Arbeitsbereich der Werkstatt setzt sich im Jahr 2023 fort. Ende 2023 waren bundesweit
269.815 Personen in einer Werkstatt für behinderte Menschen beschäftigt, das sind 3.007 Personen weniger als im Jahr zuvor.
Eine erste Übersicht darüber, wie viele Menschen das Budget für Arbeit in Anspruch nahmen, wurde am 23. Januar 2020 veröffentlicht. Statistik zu leistungsberechtigten Personen mit einem Budget für Arbeit nach § 61 SGB IX, Stichtag: 31. Dezember 2021
Die Zahl der Budgets für Arbeit nach Bundes- und Landesrecht betrug 4.194 für 2019, 3.938 für 2020 und 4.129 für 2021 laut wissenschaftlicher ISG-Studie 2023 nach Art. 25 Abs. 4 BTHG, demnach über 1 Prozent bei überschlägig angenommenen 300.000 WfbM-Beschäftigten.
Die Zahl der Budgets für Arbeit nach Bundes- und Landesrecht betrug 5.938 für das Jahr 2022 und 6.881 für das Jahr 2023 laut Kennzahlenvergleich der Bundesarbeitsgemeinschaft der überörtlich Träger der Sozialhilfe und der Eingliederungshilfe (BAGüS) 2025, demnach zuletzt deutlich über 2 Prozent der  270.000 WfbM-Beschäftigten im sog. Arbeitsbereich.

## Geschichte
Die Möglichkeit, dass Menschen mit Behinderung sich Dienstleistungen, die für sie erbracht werden, selbst „einkaufen“ können, wurde erstmals 2001 durch das Persönliche Budget rechtsverbindlich. Entsprechende Regelungen enthält in der Neufassung des SGB IX § 29. Ab 2006 gab es in Rheinland-Pfalz das Budget für Arbeit als Modellversuch. Niedersachsen und Nordrhein-Westfalen schufen 2008 jeweils landesspezifische Modellversuche für ein Budget für Arbeit. Diesen Ländern folgte 2013 Hamburg.) Seit dem 1. Januar 2018 ist es bundesweit möglich, ein Budget für Arbeit in Anspruch zu nehmen. Teils entsprechen die Regelungen der ehemaligen Modellversuche den Bestimmungen des Bundesgesetzes, teilweise gehen sie über diese hinaus, bleiben aber als dauerhaft geltendes Landesrecht in Kraft.
Eine wesentliche Änderung beim Budget für Arbeit wurde im Mai 2023 im Gesetz zur Förderung eines inklusiven Arbeitsmarkts beschlossen: Die Begrenzung des Lohnkostenzuschusses beim Budget für Arbeit wurde aufgehoben. Zuvor war der vom Leistungsträger zu erstattende Lohnkostenzuschuss auf 40 Prozent der Bezugsgröße begrenzt. Als Bezugsgröße galt in einigen Ländern das Arbeitgeberbruttoeinkommen (inklusive der Abgaben des Arbeitgebers zu den Sozialversicherungen), in anderen hingegen das Arbeitnehmerbruttoeinkommen (ohne diese). Durch die Abschaffung dieser Deckelung sollte sichergestellt werden, dass auch nach Anhebung des Mindestlohns auf zum Zeitpunkt der Verabschiedung des Gesetzes zwölf Euro bundesweit der maximale Lohnkostenzuschuss gezahlt werden kann. 

Außerdem wurde das Budget für Arbeit entfristet. Bundestag und Bundesrat beschlossen 2023, dass das Budget für Arbeit auch unbefristet, längstens aber bis zu dem Zeitpunkt gewährt werden kann, an dem der Budgetnehmer zum Bezug einer Rente berechtigt ist.
Nach dem Vorbild des Budgets für Arbeit trat am 1. Januar 2020 das Budget für Ausbildung (§ 61a SGB IX) in Kraft.

## Kritik
In ihrer Stellungnahme zu dem Referentenentwurf zum „Gesetz zur Förderung eines inklusiven Arbeitsmarkts“ stellte die „Caritas Behindertenhilfe und Psychiatrie e. V. (CBP)“ am 14. November 2022 klar, dass sie es begrüße, dass die Institution des Budgets für Arbeit als Mittel, sich aus der WfbM herauszuarbeiten, gestärkt werde, erinnert aber daran, dass auch 2022 noch „in der Praxis nur wenige Menschen mit Behinderung die Leistungen des Budgets für Arbeit in Anspruch nehmen.“
Die CBP führt dies auf die folgenden Umstände zurück: Liege „dem Budgetnehmer ein konkretes Beschäftigungsangebot auf dem allgemeinen Arbeitsmarkt vor, kann er einen Antrag beim zuständigen Leistungsträger stellen. Die Angebote der Arbeitgeber sind aber bundesweit überschaubar. Die bisherige Praxis zeigt, dass die Angebote der Arbeitgeber ausbleiben und die Vermittlung der Arbeitsstellen nur unzureichend durch die Bundesagentur erfolgt, zumal für die Bewilligung von Leistungen der Träger der Eingliederungshilfe zuständig ist. Wenn es zu einem Arbeitsvertrag und damit zu einem Budget für Arbeit kommt, bleibt der Budgetnehmer dauerhaft voll erwerbsgemindert und daher „Rehabilitand“ im Sinne der Eingliederungshilfe. Dies bedeutet, dass er ein uneingeschränktes Rückkehrrecht in die WfbM besitzt. Dieses Rückkehrrecht kann sogar de facto zur Rückkehrpflicht werden. Denn die Budgetnehmer sind zwar in der gesetzlichen Rentenversicherung, der gesetzlichen Krankenversicherung und der sozialen Pflegeversicherung versicherungspflichtig, aber nicht in der gesetzlichen Arbeitslosenversicherung.“ Menschen mit Behinderung, die die Voraussetzungen für eine Werkstattbeschäftigung nach § 58 SGB IX erfüllen, haben trotz des Budgets für Arbeit weiterhin strukturell keinen Zugang zu Leistungen, die Menschen mit Behinderung im Status der Erwerbsfähigkeit nach §§ 49 ff SGB IX und nach §§ 112 ff, 88 bis 92 SGB III zustehen. Durch die fehlende Anknüpfung der Regelung des § 50 SGB IX (Leistungen an Arbeitgeber) zu den Regelungen nach §§ 60, 61 SGB IX werden Menschen mit Behinderung mit dem „Werkstattstatus“ laut der CBP strukturell benachteiligt. Den Werkstattstatus (als „Arbeitnehmerähnliche Personen“) würden werkstattberechtigte Menschen weder dadurch los, dass sie ein Budget für Arbeit in Anspruch nähmen, noch dadurch, dass sie auf einem Außenarbeitsplatz „ihrer“ WfbM tätig seien. Insbesondere erwürben Budgetnehmer keinen Anspruch auf Zahlung des gesetzlichen Mindestlohns.

## Weiterentwicklung
Während der o. g. Beratungen zum Gesetz zur Förderung eines inklusiven Arbeitsmarkts stimmten hinzugeladene Sachverständige überein, dass das Recht, welches sich auf das Budget für Arbeit bezieht, weiterentwickelt werden müsse. NEU: Ab 2024 erfolgt für die ersten zwei Jahre bei der Ausgleichsabgabe Anrechnung auf zwei Pflichtarbeitsplätze nach § 159 Abs. 2a SGB IX neue Fassung. Vor allem müssten die Budgets für Arbeit und für Ausbildung entbürokratisiert und so weiterentwickelt werden, dass sie einen größeren Kreis von Menschen erreichen.